# Anton Hartinger
Anton Hartinger (6 de agosto de 1806 - 7 de enero de 1890 ) fue un artista ilustrador, pintor botánico, litógrafo de origen austríaco que se nacionalizó estadounidense. Realizó vívidas reproducciones de especímenes vegetales, incluyendo a hongos

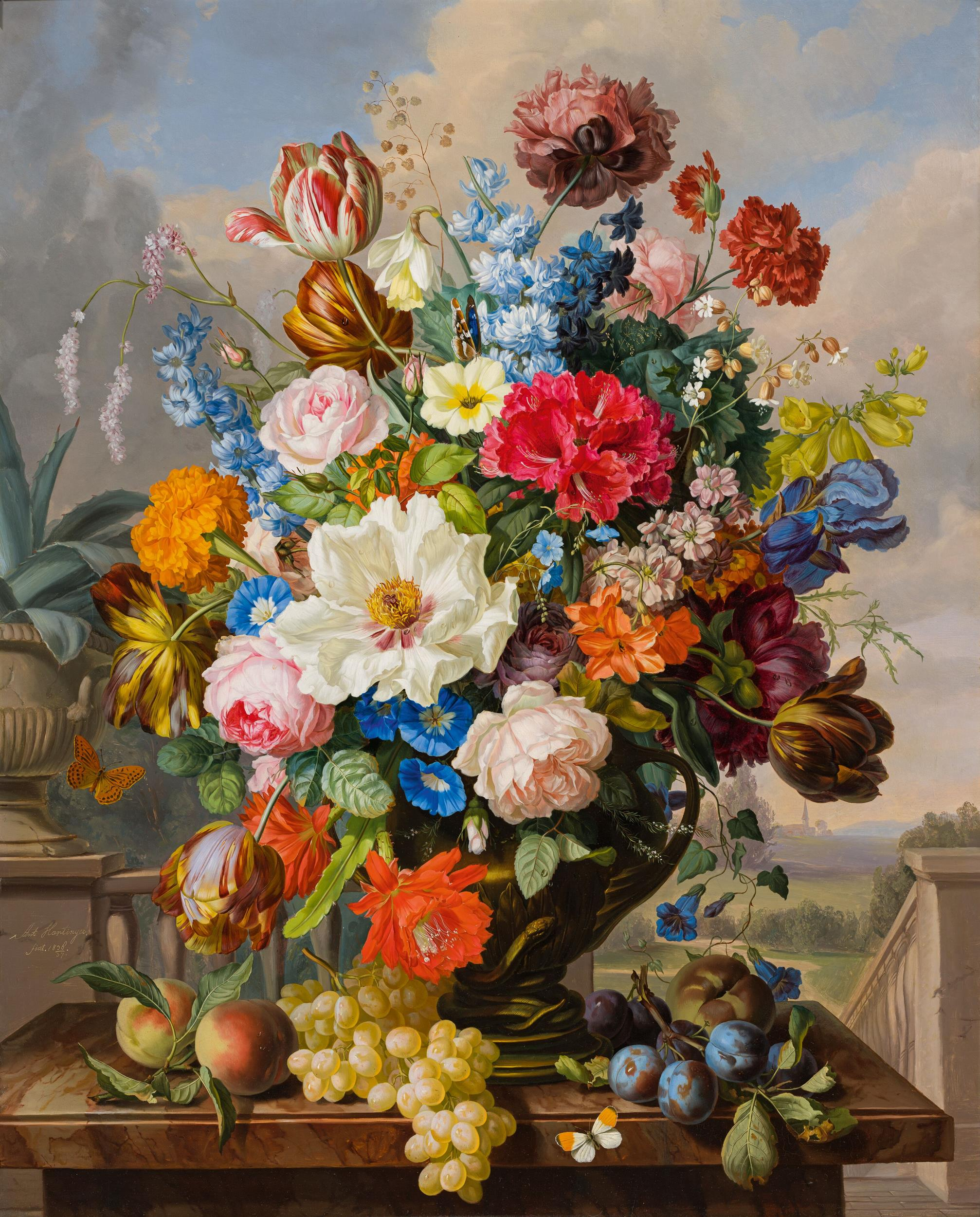
ANTON HARTINGER Flowers with fruits - main work 1836

En 1820, estudió en la Academia de Bellas Artes de Viena con Ignaz Strenzel y Sebastian Wegmayr. Allí se especializó en imágenes de flores y frutas. En 1836, era corrector de flores de la Escuela de dibujos de frutas de la Academia de Viena. En 1859 fundó una institución litográfica que emitió trabajos botánicos y obras de paisaje.

## Algunas publicaciones
Ilustratioces para
- Ludwig Zeuschner. Geognostische Beschreibung des Nerineen-Kalkes von Inwald und Roczyny. En Wilhelm von Haidinger (ed.) Naturwissenschaftliche Abhandlungen 3, 1, Viena 1850, p. 133–146 pls. XVI–XVII.

- Franz von Hauer. Über die von Herrn Bergrath W. Fuchs in den Venetianer Alpen gesammelten Fossilien. Denkschriften der Kaiserlichen Akademie der Wissenschaften 2, Viena 1850, pls. I–IV.

### Libros
- karl wilhelm von Dalla Torre; anton Hartinger. [Ill.] Atlas der Alpenflora. Viena: Verl. d. Dt. u. Österr. 5 vols., 502 planchas cromolitografiadas. Alpenvereins, 1882-1884

## Honores

### Membresías
- 1843 a 1851: Academia de B. Artes de Viena.

### Galardones
- 1825: Premio Gundel en pintura de flores
- 1829: el Premio Füger.
- Recibió el título de "k. k. Cromo-Litógrafo de la Corte".
- La abreviatura «Hartinger» se emplea para indicar a Anton Hartinger como autoridad en la descripción y clasificación científica de los vegetales.[3]